# Tepatitlán de Morelos
Tepatitlán de Morelos (kurz auch Tepa) ist eine Stadt und Hauptort der gleichnamigen Gemeinde (municipio) im mexikanischen Bundesstaat Jalisco.

## Geografie

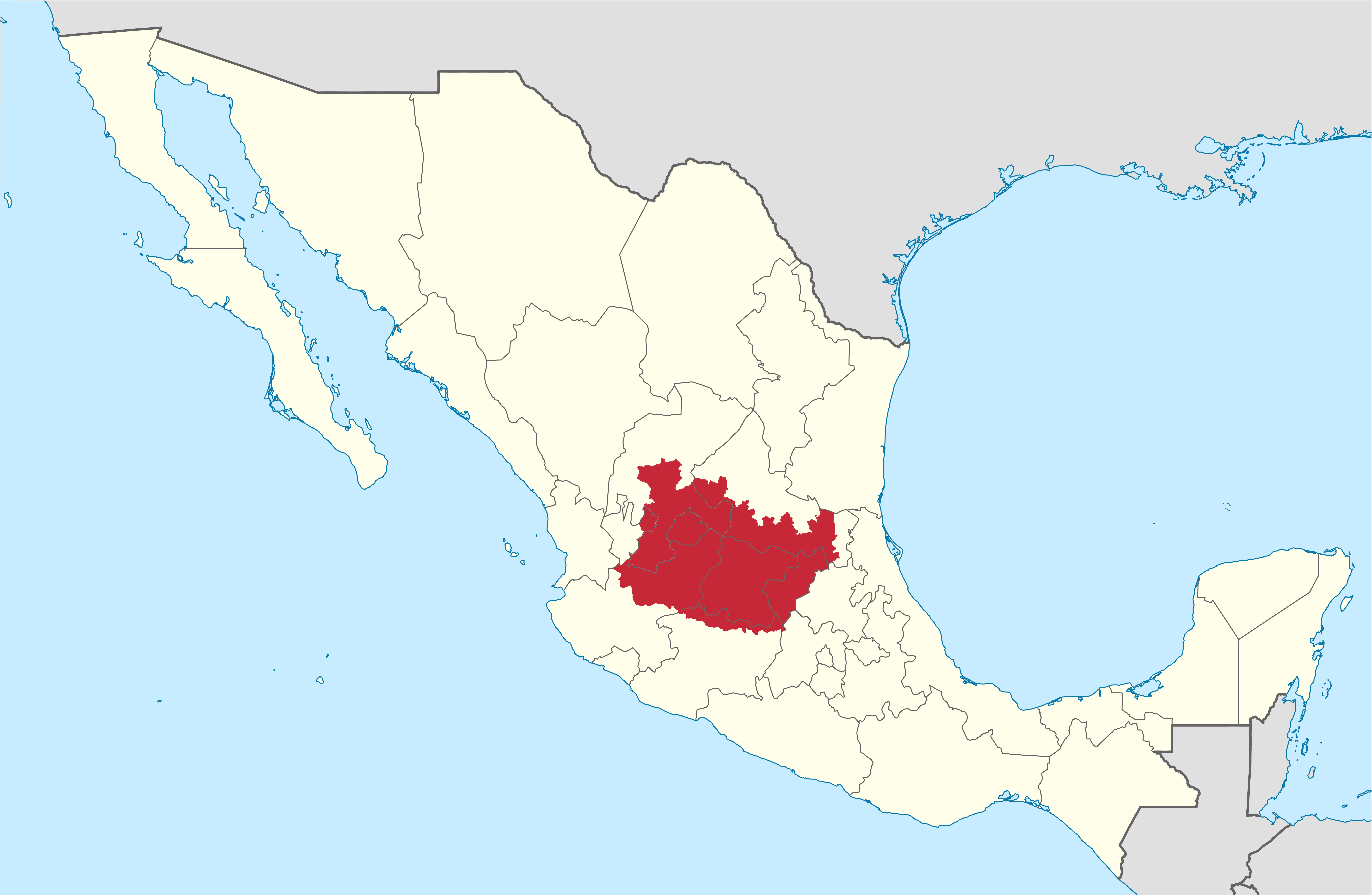
El Bajío

Der Ort liegt in der Region Altos Sur im Südwesten der geographischen Region El Bajío. Der Name stammt aus dem Nahuatl und bedeutet Ort zwischen Steinen.

## Geschichte

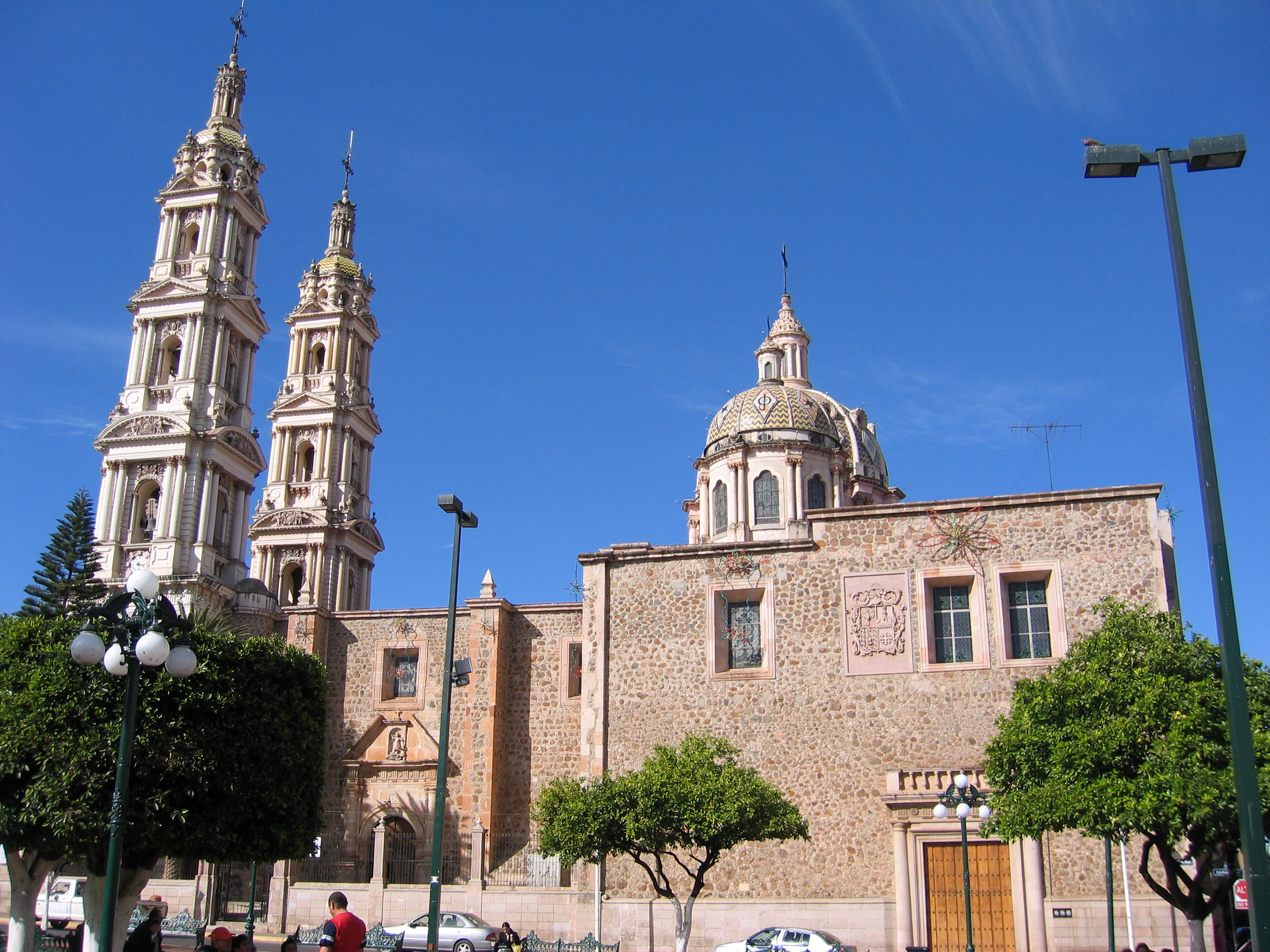
Parroquia de San Francisco de Asís

Der Ort wurde ursprünglich von den Otomí besiedelt. 1530 erreichten die Spanier die Gegend, die ab 1742 die Parroquia de San Francisco de Asís errichteten.
Im 19. Jahrhundert wird Tepatitlán zur Stadt ernannt (1824 villa, 1883 ciudad).

## Wirtschaft und Kultur
In Tepatitlán gibt es eine bedeutende Landwirtschaft mit Schwerpunkt auf Ei, Schweinefleisch, Milch und Tequila.
Die Universidad de Guadalajara unterhält hier einen Standort.
Mit Club Deportivo Industrial und CD Tepatitlán de Morelos gibt es zwei Fußballmannschaften, die es bis in die Segunda División geschafft haben, wobei dies von 1986 bis 1992 sogar gleichzeitig der Fall war.
Im örtlichen Stadion fand zudem ein Frauen-Länderspiel gegen Argentinien statt.

## Städtepartnerschaften
Es besteht eine Partnerschaft zu Laredo,  Texas, USA und seit 2012 eine zu Madison,  Wisconsin, USA.

## Persönlichkeiten
- Silvano Barba González (1895–1967), Politiker
- Gerardo Díaz Vázquez (* 1966), Bischof von Colima
- Cristóbal Ascencio García (* 1955), Bischof von Apatzingán
- José de Jesús González (* 1998), Fußballspieler
- Mariano Matamoros (1770–1814), Priester
- Ramiro Navarro De Anda (1943–2008), Fußballspieler
- Francisco Ramírez Navarro (* 1939), Weihbischof in Tlalnepantla
- Edgar Iván Solís (* 1987), Fußballspieler
- Zahid Muñoz (* 2001), Fußballspieler